# Supercopa da Suécia de 2015
A Supercopa da Suécia em 2015 – em sueco Supercupen 2015 - foi disputada no mês de novembro desse ano entre o vencedor do Campeonato Sueco (Allsvenskan) e o vencedor da Copa da Suécia (Svenska Cupen).
Este ano, o jogo foi disputado entre o IFK Norrköping e o IFK Gotemburgo.

O vencedor foi o IFK Norrköping.

## Campeão
| Supercopa da Suécia 2015 |
| Sweden                   |
| ------------------------ |
| IFK Norrköping           |

## Participantes
| Clube          | Cidade     | Título                          |
| -------------- | ---------- | ------------------------------- |
| IFK Norrköping | Norrköping | Vencedor do Allsvenskan 2015    |
| IFK Gotemburgo | Gotemburgo | Vencedor da Copa da Suécia 2015 |